# Федеральный исследовательский центр питания, биотехнологии и безопасности пищи
ФГБУН «ФИЦ питания, биотехнологии и безопасности пищи» (ранее НИИ питания РАМН) — Федеральное государственное бюджетное учреждение науки «Федеральный исследовательский центр питания, биотехнологии и безопасности пищи». Расположен в Москве.

## История
В 1920 году был организован Научно-исследовательский институт физиологии питания, руководителем которого являлся ученик и ближайший сотрудник И. М. Сеченова, один из основоположников науки о питании профессор М. Н. Шатерников.
В 1927 году на Всесоюзном совещании по общественному питанию наркомом здравоохранения РСФСР Н. А. Семашко был поднят вопрос об организации центрального института питания, который должен был возглавить и объединить всю научную работу в области питания. 26 июля 1930 года был создан Государственный центральный институт общественного питания Наркомздрава РСФСР, руководителем которого был назначен учёный-биохимик профессор Б. И. Збарский. Учёным секретарём института был С. М. Бременер. В 1937 году он был переименован во Всесоюзный институт питания Наркомздрава СССР; директором Института (до 1944 года) стал профессор В. М. Каганов.
В 1941—1943 годы институт был в эвакуации, в Новосибирске.
После образования в 1944 году Академии медицинских наук СССР Институт вошел в систему академии по отделению гигиены, микробиологии и эпидемиологии (впоследствии — отделение профилактической медицины). С этого времени Институт питания возглавляли профессора М. Ф. Мережинский и С. Е. Северин, член-корреспондент АМН СССР О. П. Молчанова, академик АМН СССР А. А. Покровский (с 1961), член-корреспондент АМН СССР В. А. Шатерников, М. Н. Волгарёв.
С 2000 года по 2015 Институт возглавлял академик РАМН Виктор Александрович Тутельян.
С 2015 ВРИО директора, а с 2016 года директор — Никитюк Дмитрий Борисович, профессор, доктор медицинских наук, член-корреспондент РАН (2016)

## Известные сотрудники
Большое влияние на развитие науки о питании оказали исследования многих талантливых ученых Института питания.
Шарпенак, Анатолий Эрнестович — (1895—1969), учёный-биохимик; доктор медицинских наук, профессор. Свыше 25 лет заведовал лабораторией белкового обмена института питания АМН СССР (ныне — лаборатория обмена веществ и энергии). Работая в Институте питания, А. Э. Шарпенак, изучавший белковый обмен, внес определенный вклад в учение о незаменимости некоторых аминокислот и их оптимальной сбалансированности. Многолетние исследования А. Э. Шарпенака в области изучения белкового обмена получили мировую известность и признание.